# 30184 Okasinski
30184 Okasinski è un asteroide della fascia principale. Scoperto nel 2000, presenta un'orbita caratterizzata da un semiasse maggiore pari a 2,3800993 UA e da un'eccentricità di 0,1215593, inclinata di 6,70902° rispetto all'eclittica.